# Richard Arnell
Œuvres principales
- Symphonie no 1, op. 31
- Symphonie no 2 op. 33
- Symphonie no 3 op. 40
- Symphonie no 4 op. 52
- Symphonie no 5 op. 113
- Symphonie no 6, op. 179

Richard Anthony Sayer ("Tony") Arnell  (Hampstead (Londres) 15 septembre 1917 – 10 avril 2009) est un compositeur britannique. Arnell a composé pour tous les genres de musique, et son catalogue comprend six symphonies (une septième a été terminée par Martin Yates (en)) et six quatuors à cordes.

## Biographie
Arnell est né à Hampstead, Londres. Il a fait ses études au Royal College of Music à Londres entre 1935 et 1939, et a eu comme professeurs John Ireland (pour la composition) et St John Dykes (pour le piano). Il a reçu le Farrar Prize for composition lors de la dernière année dans ce collège. Lors du déclenchement de la Seconde Guerre mondiale, Arnell se trouvait aux États-Unis pour assister à la Foire internationale de New York, et s'est trouvé bloqué à New York (comme d'autres compositeurs anglais, par exemple Arthur Bliss), et a dû y séjourner jusqu'en 1947. De ce fait, il a obtenu une solide réputation aux États-Unis, alors qu'il restait relativement inconnu dans sa patrie. Durant son séjour américain, Arnell était le Music Supervisor pour la BBC en Amérique du Nord. Il a reçu la commande pour composer (sur un texte de Stephen Spender) une cantate, The War God, pour la cérémonie d'inauguration de l'ONU, ainsi que celle d'une fanfare pour la venue de Winston Churchill à New York.
Sa musique a été jouée par Thomas Beecham, Leopold Stokowski et Bernard Herrmann, entre autres et plus récemment par Martin Yates (un de ses étudiants en composition à la Trinity). Entre 1947 et 1987, il a enseigné au Trinity College of Music à Londres, et parmi ses étudiants figure Peter Tahourdin (1949-52).
Arnell a composé la musique pour The Land (1942), un documentaire de 45 minutes dirigé par Robert J. Flaherty pour le Département de l'Agriculture des États-Unis. Il a aussi reçu de la Ford Motor Company la commande pour composer une suite symphonique inspirée par les ouvriers de l'usine de Dagenham. L'œuvre a accompagné un film intitulé Opus 65. Arnell a créé dirigé le Music Department de la  London International Film School jusqu'à sa retraite à la fin des années 1980.
Il a construit sa réputation de compositeur majeur pour la musique de ballet grâce à ses collaborations avec des chorégraphes de la stature de George Balanchine, John Cranko et Frederick Ashton. Ses nombreux ballets ont été montés avec succès à la fois à New York et Londres. Sa composition pour Punch and the Child a été enregistrée par Sir Thomas Beecham avec le Royal Philharmonic Orchestra.
Les sept symphonies numérotées d'Arnell de même que la Sinfonia Quasi Variazioni, le Concerto pour Piano (soliste David Owen Norris), les deux Concertos pour Violon (soliste Lorraine MacAslan), Lord Byron: a Symphonic Portrait, Robert Flaherty Impression, Prelude The Black Mountain et l'Ouverture The New Age, ont été enregistrés pour la première fois par le chef Martin Yates (en) et l'Orchestre national royal d'Écosse entre 2005 et 2008. Les premiers enregistrements des ballets The Angels, Harlequin in April et The Great Detective, ainsi que Punch and the Child, ont été faits par Martin Yates et le BBC Concert Orchestra en 2008-09.
Arnell a laissé des esquisses pour sa Septième Symphonie, dédiée à Nelson Mandela, au moment de son décès, et elle a été terminée depuis par Martin Yates. Elle été enregistrée durant l'été 2010 par Yates et le RSNO et a été distribuée par Dutton Epoch. Les quatuors à cordes ont été récemment enregistrés par le Tippett Quartet sous le label Dutton Epoch.

## Œuvres

### Œuvres orchestrales
- Sept symphonies numérotées
  - Symphonie no 1, op. 31
  - Symphonie no 2 op. 33
  - Symphonie no 3 op. 40
  - Symphonie no 4 op. 52
  - Symphonie no 5 op. 113
  - Symphonie no 6, op. 179
- Sinfonia Quasi Variazioni
- Sinfonia - 1939
- Symphony for Strings
- Suite in Six Movements pour grand orchestre
- Lord Byron - a Symphonic Portrait
- Robert Flaherty - Impression
- Landscapes and Figures
- Concertos pour piano (2), violon (2) et clavecin
- Ouverture, The New Age
- Ouverture, 1940
- Ouverture (sans-titre)
- Prélude The Black Mountain
- Ouverture, The Food of Love
- Classical Variations (orchestre à cordes)
- Abstract Forms (orchestre à cordes)
- deux divertimenti
- Fantasia for Orchestra
- Ode to Beecham (avec récitant)

### Musique de chambres
- Six quatuors à cordes
  - Quatuor à cordes no 1, op. 4
  - Quatuor à cordes no 2, op. 14
  - Quatuor à cordes no 3, op. 41
  - Quatuor à cordes no 4, op. 62
  - Quatuor à cordes no 5, op. 99
  - Quatuor à cordes no 6, op. 170
- Quintette à cordes
- Trio avec Piano
- Quatuor avec Piano
- Quintette avec hautbois
- RVW's Almanac (Clarinet Quartet)
- Serenade pour dix instruments à vent et contrebasse
- Cassation pour quintette à vent
- Deux sonates pour violon et piano
- Variations on an American Theme for violin and piano
- Sonatina pour deux pianos
- Quintette de cuivres
- Quatuor pour cors

### Instruments Seuls
- 2 sonates pour piano
- 2 sonates pour orgue
- Variations on Eine Feste Burg pour Orgue
- pièces pour violon, alto, violoncelle
  - Sonate pour violoncelle solo, op. 35
- nombreuses variations pour piano seul
- Musique pour Harpe, op. 72 no 1

### Musiques pour la scène
- Punch and the Child (ballet)
- Harlequin in April (ballet)
- The Great Detective (ballet)
- The Angels (ballet)
- Moonflowers (opéra de chambre)
- Love in Transit (opéra de chambre)
- The Petrified Princess (opéra de poupées)

### Musique vocale
- Ode to the West Wind
- The War God
- Six Lawrence Songs
- Con Amore
- Xanadu
- Cretaceous Intermission
- Five Emily Songs

### Œuvres électro-acoustiques
- I Think of all Soft Limbs
- Nocturne: Prague
- Astronaut

### Musiques de film
- La Terre (The Land) de Robert Flaherty
- Opus 65
- The Visit (La Rancune)
- The Third Secret (Le Secret du docteur Whitset)
- Topsail Schooner
- The Man Outside
- Bequest to a Village
- Stained Glass
- La Panthère noire (The Black Panther) (avec David Hewson (en))
- The Antagonist (avec David Hewson)
- Dilemma (avec David Hewson)
- Toulouse-Lautrec (avec David Hewson)
- Doctor in the Sky (avec David Hewson)
- We Are Many (avec David Hewson)
- The Light of the World (avec David Hewson)